# Balclutha Road Bridge

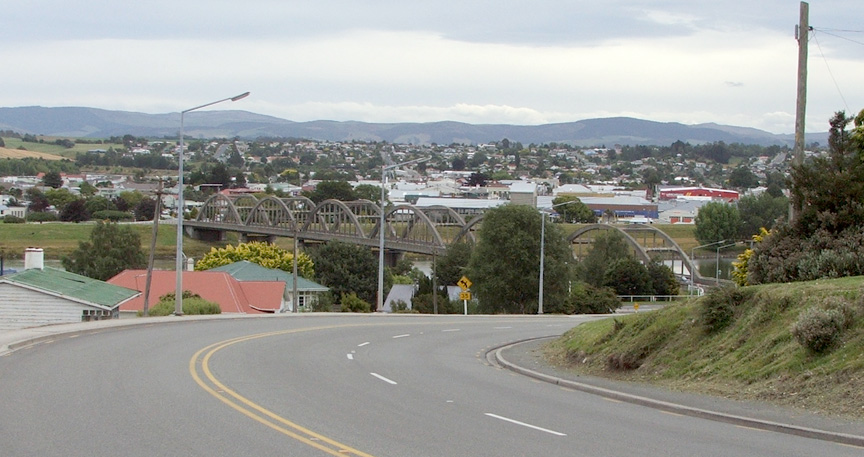
Die Balclutha Road Bridge ist in Bildmitte zu erkennen; der Blick reicht über Balclutha hinweg nach Süden.

Die Balclutha Road Bridge, die den Clutha River/Mata-Au in dem Ort Balclutha überquert, ist eine der bekanntesten Straßenbrücken auf der Südinsel von Neuseeland. Häufig wird sie nur als „The Clutha Bridge“ bezeichnet, obwohl über den zweitlängsten Fluss des Landes zahlreiche Brücken führen. Die Eisenbahn überquert den Fluss einige hundert Meter flussabwärts an der Balclutha Rail Bridge.
Diese zwischen 1933 und 1935 erbaute Stabbogenbrücke wurde von W. L. Newnham so geplant, dass sie erdbebensicher und hochwasserbeständig war, sodass sie vor den beiden häufigsten Naturereignissen, die sich im Süden Neuseelands ereignen, als sicher gilt.
Die Brücke ist aus Stahlbeton gebaut und verfügt über sechs parabolische Spannen, die jeweils 36,6 m umfassen. Die 6,7 m breite Fahrbahn wird auf beiden Seiten von einem 1,4 m breiten Gehweg flankiert; das Bauwerk hat somit eine Breite von 11,8 m. Die Brücke führt die wichtigste Fernstraße der Südinsel über den Fluss, den New Zealand State Highway 1 auf seinem Streckenabschnitt zwischen Dunedin und Invercargill.
Diese Brücke ist historisch das dritte Bauwerk, das den Fluss hier oder unweit von hier überquert. Die erste, 1868 erbaute Brücke wurde nach nur zehn Jahren durch ein starkes Hochwasser zerstört, als eine weiter flussaufwärts liegende Brücke in Beaumont von der Flut mitgerissen wurde und mit der Brücke in Balclutha kollidierte. Die zweite Brücke wurde 1881 erbaut, war jedoch für die Bedürfnisse des modernen Automobilverkehrs unzureichend und wurde schließlich durch das bestehende Bauwerk ersetzt.
Die Balclutha Road Bridge wurde am 13. Dezember 1990 durch den New Zealand Historic Places Trust als Historic Place der Kategorie 1 klassifiziert.